# Jan Michielsen
Jan Michielsen (Breda, 8 juli 1939 – aldaar, 9 februari 2010) was een Nederlands graficus en kunstschilder.
Jan Michielsen volgde een opleiding aan de Academie voor Beeldende Kunsten Sint-Joost. Hij gaf er tot 1980 ook les. Hij woonde en werkte op de Havermarkt en in het Ginneken. In 1965 ontving hij de Sint Joostpenning.
Michielsen schilderde realistische schilderijen met de sfeer van de Hollandse Meesters uit de Gouden Eeuw, waarbij hij vaak verwees naar Rembrandt. Hij schilderde onder andere stillevens.

## Tentoonstellingen
- Jubileumexpositie Jan Michielsen 1939-2009 , oktober 2009 in het Koetshuis van Landgoed Anneville in Ulvenhout